# Разван Андреяна
Разван Андреяна (рум. Răzvan Andreiana; 23 липня 1990) — румунський боксер, бронзовий призер чемпіонату Європи серед аматорів.

## Аматорська кар'єра
2008 року Разван Андреяна став срібним призером молодіжного чемпіонату світу.
На чемпіонаті світу 2009 в категорії до 54 кг програв у другому бою Янк'єлю Леон (Куба) — 9-12.
На чемпіонаті Європи 2010 Разван Андреяна переміг двох суперників, а у чвертьфіналі програв Едуарду Абзалімову (Росія) — 0-5.
На чемпіонаті Європи 2011 в категорії до 56 кг завоював бронзову медаль.
- В 1/8 фіналу переміг Філіпа Барака (Чехія) — 26-11
- У чвертьфіналі переміг Вітторіо Паррінелло (Італія) — 9-8
- У півфіналі програв В'ячеславу Гожан (Молдова) — 9-12

На чемпіонаті світу 2011 програв у другому бою Люку Кемпбеллу (Англія) — 7-17.
На чемпіонаті Європи 2013 програв у першому бою Миколі Буценко (Україна) — 0-3.
На чемпіонаті світу 2013 програв у другому бою Кайрату Єралієву (Казахстан) — 0-3.
На Європейських іграх 2015 програв у другому бою Тайфуру Алієву (Азербайджан) — 0-3.
На чемпіонаті Європи 2015 програв у другому бою Араму Авагяну (Вірменія) — 0-3.
На чемпіонаті Європи 2017 в категорії до 60 кг програв у першому бою Павлу Іщенко (Україна) — 0-5.